# Thu Kamkasomphou
Thu Kamkasomphou (en lao, ທູ ຄຳຄະຊົມພູ; Savannakhet, Laos; 12 de octubre de 1968) es una jugadora francesa de tenis de mesa. Ha ganado ocho medallas paralímpicas con Francia.

## Carrera
Originaria de Laos, llegó a Francia, concretamente a Rennes, a los doce años y ese mismo año empezó a jugar al tenis de mesa.
Con la promesa de un futuro brillante, se incorporó rápidamente al Centro de Alto Nivel de Caen. Incluso llegó a ocupar el octavo puesto en la clasificación nacional de menores. A los 18 años se le diagnosticó periarteritis nodosa (PAN) y tuvo que dejar de competir con jugadores sanos. Dejó de competir durante unos años hasta que se le ofreció la oportunidad de participar en los Juegos Paralímpicos de Sídney en 2000. Ganó ambos torneos y se clasificó para los Juegos, donde ganó el título de la Clase 8. En Atenas, ganó la medalla de bronce por equipos.
Representó a Francia en los Juegos Paralímpicos de Verano de 2008 en la clase 8 y ganó la medalla de oro en su categoría por segunda vez en su carrera, venciendo en la final a la sueca Josefin Abrahamsson por 3-0.
En los Juegos Paralímpicos de Londres, ganó la medalla de plata al perder (11-3, 11-4, 12-14, 11-5) contra Mao Jingdian. Thu Kamkasomphou no había sido derrotada en una competición internacional desde 2007. Cuatro años más tarde, en Río, ganó la misma medalla, perdiendo (11-6, 11-8, 11-3) contra Mao.
En los Campeonatos del Mundo de 2018 en Eslovenia, ganó la plata, perdiendo de nuevo ante Mao.
En 2019, ganó su séptimo título de campeona de Europa en los Campeonatos de Europa para Discapacitados de 2019.